# Rotta (Germania)
Rotta è una frazione della città tedesca di Kemberg, nel Land della Sassonia-Anhalt.

## Storia
Fino al 31 dicembre 2009 ha costituito un comune autonomo.

## Geografia antropica
La frazione di Rotta comprende le località di Rotta, di Gniest e di Reuden.